# Kléber Paz y Miño
Kléber Paz y Miño Flores (San Miguel, 2 de julio de 1927 - Santo Domingo, 7 de mayo de 2014) fue un político ecuatoriano, primer alcalde de la ciudad de Santo Domingo, sumando todos sus mandatos, gobernó la ciudad por 17 años.

## Biografía
Nació en el cantón San Miguel, provincia de Bolívar, el 2 de julio de 1927. Durante su juventud realizó sus estudios en el Instituto Nacional Mejía y en la Escuela Superior Militar Eloy Alfaro.
Luego de haber vivido varios años en Venezuela se radicó en una finca en la zona de Santo Domingo ante la noticia de la construcción de un complejo de carreteras que en esa época realizaba el gobierno central en el sector. En 1964 se convirtió en el primer secretario de la Junta de Mejoras local, además de haber sido 6 veces presidente de la cooperativa de Electrificación Rural de Santo Domingo.
Inició su vida política como concejal de Santo Domingo, puesto que ocupó de 1969 a 1970. En agosto de 1970 pasó a ocupar el cargo de Presidente del Consejo Cantonal de Santo Domingo (el equivalente a alcalde en esa época), hasta julio de 1972, fecha en que el concejo fue cesado por la dictadura militar de Guillermo Rodríguez Lara. En septiembre del mismo año fue integrado un nuevo consejo en el que Paz y Miño volvió a ser concejal, hasta abril de 1973.
En 1978 se convirtió en el primer alcalde de Santo Domingo, auspiciado por la Izquierda Democrática. Durante su periodo recibió críticas por su modo de gobernar, que muchos percibieron como populista y autoritario.
Años después se unió al partido Democracia Popular, pero luego de no ser designado por sus dirigentes como candidato para la alcaldía de Santo Domingo, se pasó al Frente Radical Alfarista, partido con el que ganó la elección del año 2000.  En las elecciones seccionales de 2004 fue elegido por tercera vez a la alcaldía de la ciudad, en esta ocasión por el Partido Social Cristiano.
Para las elecciones legislativas de 2013 buscó infructuosamente ser elegido asambleísta en representación de la provincia de Santo Domingo por el Partido Roldosista Ecuatoriano. Poco antes de las elecciones aseveró que esa sería su última participación en la política antes de retirarse.
Falleció el 7 de mayo de 2014 en Santo Domingo a causa de un infarto. Al día siguiente de su muerte el municipio de la ciudad decretó tres día de luto cantonal en su honor.

## Denuncias y controversias
Durante su vida fue blanco de más de 20 denuncias en las que fue acusado de delitos como peculado y prevaricato, aunque ninguna de ellas llevó a una sentencia ejecutoriada.
En junio de 2009 se decretó prisión preventiva en su contra por delito ambiental y peculado. Según la denuncia, durante la administración de Paz y Miño habría existido un sobreprecio de más de $50.000 dólares en la compra de un terreno usado como botadero público con fines habitacionales. La denuncia ambiental, por su lado, se basaba en la violación a leyes ambientales en el uso dado a dicho terreno.
En 2011 recibió una orden de prisión preventiva luego de haber sido acusado de peculado por la Corte Provincial de Justicia. Debido a su edad, la orden de prisión se cumplió por medio de arresto domiciliario.